# 特鲁普
特鲁普（英語：Throop）是位于美国纽约州卡尤加县的一个镇，坐落于五指湖地区，地处卡尤加县中部、南边紧邻奥本。2010年美国人口普查时，该镇有1990人。其名称来源于来自卡尤加县的纽约州州长伊诺斯·特鲁普。